# Fungiidae
A Fungiidae a virágállatok (Anthozoa) osztályába és a kőkorallok (Scleractinia) rendjébe tartozó család.
A WoRMS adatai szerint 53 elfogadott faj tartozik ebbe a korallcsaládba.

## Rendszerezés
A családba az alábbi 15 nem tartozik:
- Cantharellus Hoeksema & Best, 1984 - 3 faj
- Ctenactis Verrill, 1864 - 3 faj
- Cycloseris Milne Edwards & Haime, 1849 - 14 faj
- Danafungia Wells, 1966 - 2 faj
- Fungia Lamarck, 1801 - 1 faj; típusnem
- Halomitra Dana, 1846 - 2 faj
- Heliofungia Wells, 1966 - 2 faj
- Herpolitha Eschscholtz, 1825 - 1 faj
- Lithophyllon Rehberg, 1892 - 6 faj
- Lobactis Verrill, 1864 - 1 faj
- Pleuractis Verrill, 1864 - 7 faj
- Podabacia Milne Edwards & Haime, 1849 - 5 faj
- Polyphyllia Blainville, 1830 - 2 faj
- Sandalolitha Quelch, 1884 - 3 faj
- Zoopilus Dana, 1846 - 1 faj

Az alábbi taxon, csak nomen dubium, azaz „kétséges név” szinten szerepel:
- Diafungia Duncan, 1884